# László Mérő
László Mérő (Budapest, 11 dicembre 1949) è un matematico e scrittore ungherese.
È conosciuto all'estero soprattutto per aver pubblicato diversi libri divulgativi sulla Teoria dei giochi.

## Biografia

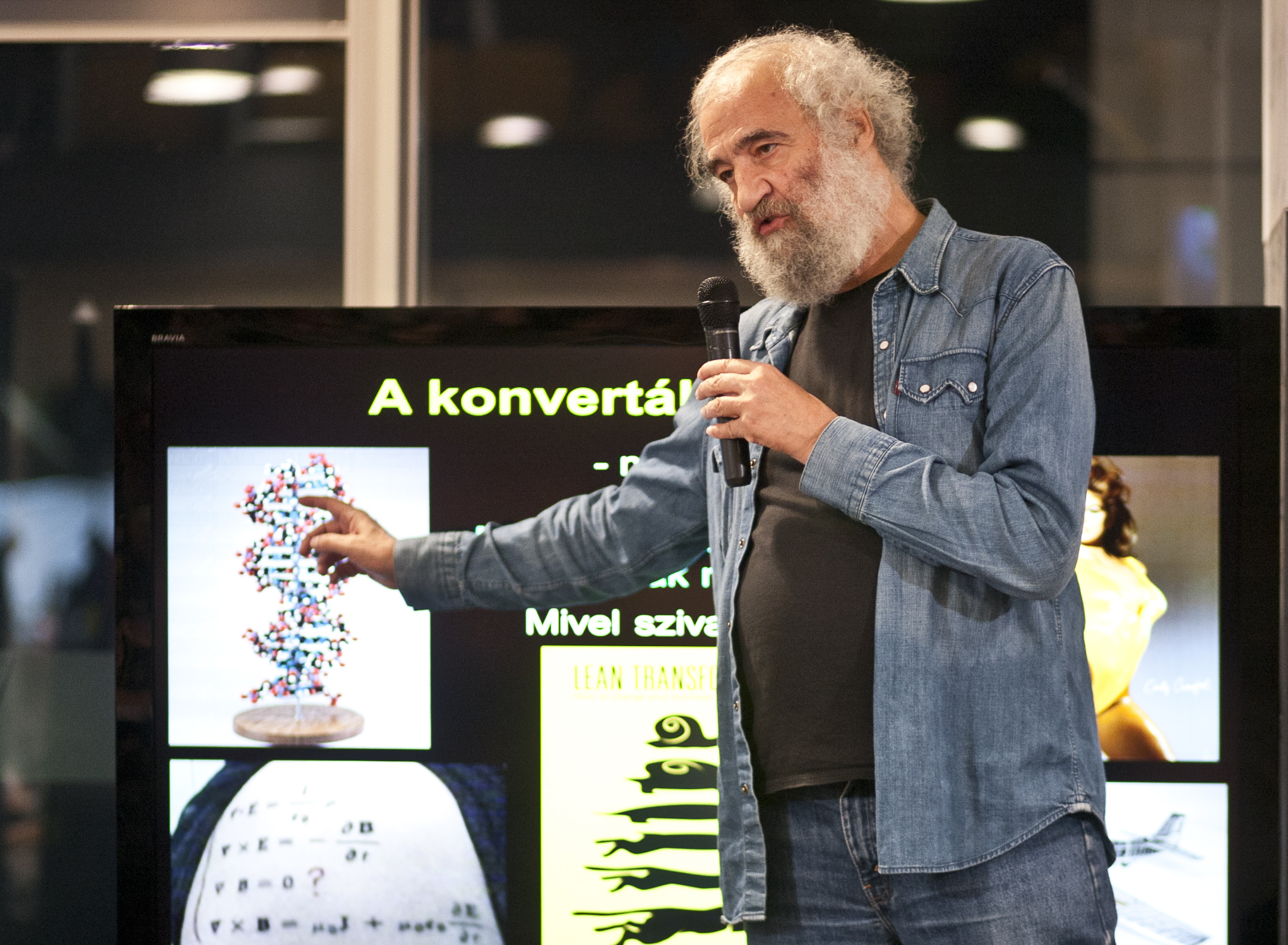
László Mérő durante una lezione (25-09-2015)

László Mérő è nato a Budapest l'11 dicembre 1949. Si è laurato in matematica all'Università Loránd Eötvös di Budapest nel 1974 e nel 1980 ha conseguito il dottorato in scienze tecniche.
Nel 1968, quando era ancora studente, László Mérő ha fatto parte della squadra ungherese alle Olimpiadi internazionali della matematica tenutesi a Mosca, conseguendo una medaglia di bronzo.
Dal 1974 al 1984 ha lavorato presso l'Istituto di Ricerca per l'Informatica e Automazione (Számítástechnikai és Automatizálási Kutatóintézet vagy rövidítve - SZTAKI) dell'Accademia ungherese delle scienze dove si è occupato di Intelligenza artificiale. Dal 1984 lavora come ricercatore e insegnante all'Università Eötvös Loránd e all'Università Babeș-Bolyai di Cluj-Napoca. Le materie insegnate includono: psicologia economica, pensiero umano e processo decisionale, logica dell'emozione, teoria dei giochi, memetica, metodologia di ricerca.
A partire dal 1987 e per circa un ventennio László Mérő ha fondato e/o diretto diverse società di sviluppo software e consulenza. Fra queste la Phone2Play Számítástechnikai Fejlesztõ Rt., Androsoft Szoftverfejlesztõ Rt., Intellrobot Számítástechnikai Kft., Windsom Zrt. e Darwin's Marketing Evolution. In questo ambito sono strati prodotti giochi per telefoni cellulari di Nokia e AT&T, nonché una tecnologia per ricerche di marketing memetico applicato a grandi marchi quali SAP, K&H Bank, T-Mobile ed altri. In tale periodo ha anche collaborato con Ernő Rubik per lo sviluppo di un CD di giochi per la Hasbro.

## Pubblicazioni
László Mérő ha pubblicato molti libri, la maggior parte dei quali a carattere divulgativo. I suoi librì, inizialmente scritti in ungherese, sono poi stati tradotti in varie lingue fra cui, inglese, francese, tedesco ed italiano. Nel 1999 ha vinto il premio come libro scientifico in Germania per l'anno 1998, con l'edizione tedesca del libro Mindenki másképp egyforma (tedesco: Optimal entschieden? Spieltheorie und die Logik unseres Handelns) tradotto anche in italia con il titolo Calcoli morali. Teoria dei giochi, logica e fragilità umana .

### Pubblicazioni in lingua italiana
- László Mérő, Calcoli morali. Teoria dei giochi, logica e fragilità umana, EDIZIONI DEDALO, 2000, ISBN 8822002105.
- László Mérő, I limiti della razionalità. Intuizione, logica e trance-logica, EDIZIONI DEDALO, 2005, ISBN 8822002253.
- László Mérő, L'evoluzione del denaro. Darwin e l'origine dell'economia, EDIZIONI DEDALO, 2007, ISBN 8822002369.